# 溝谷神社
溝谷神社（みぞたにじんじゃ）は、京都府京丹後市弥栄町にある神社。式内社。旧社格は村社で、神饌幣帛料供進神社。四道将軍のひとり丹波道主命が創建し、戦国時代にいたるまで武門の崇敬を集めたほか、江戸時代末期には天皇家の式法行事を執行した。

## 祭神
- 新羅大明神 須佐之男命
- 奈具大明神 豊受気能比売命
- 天照大神

## 歴史

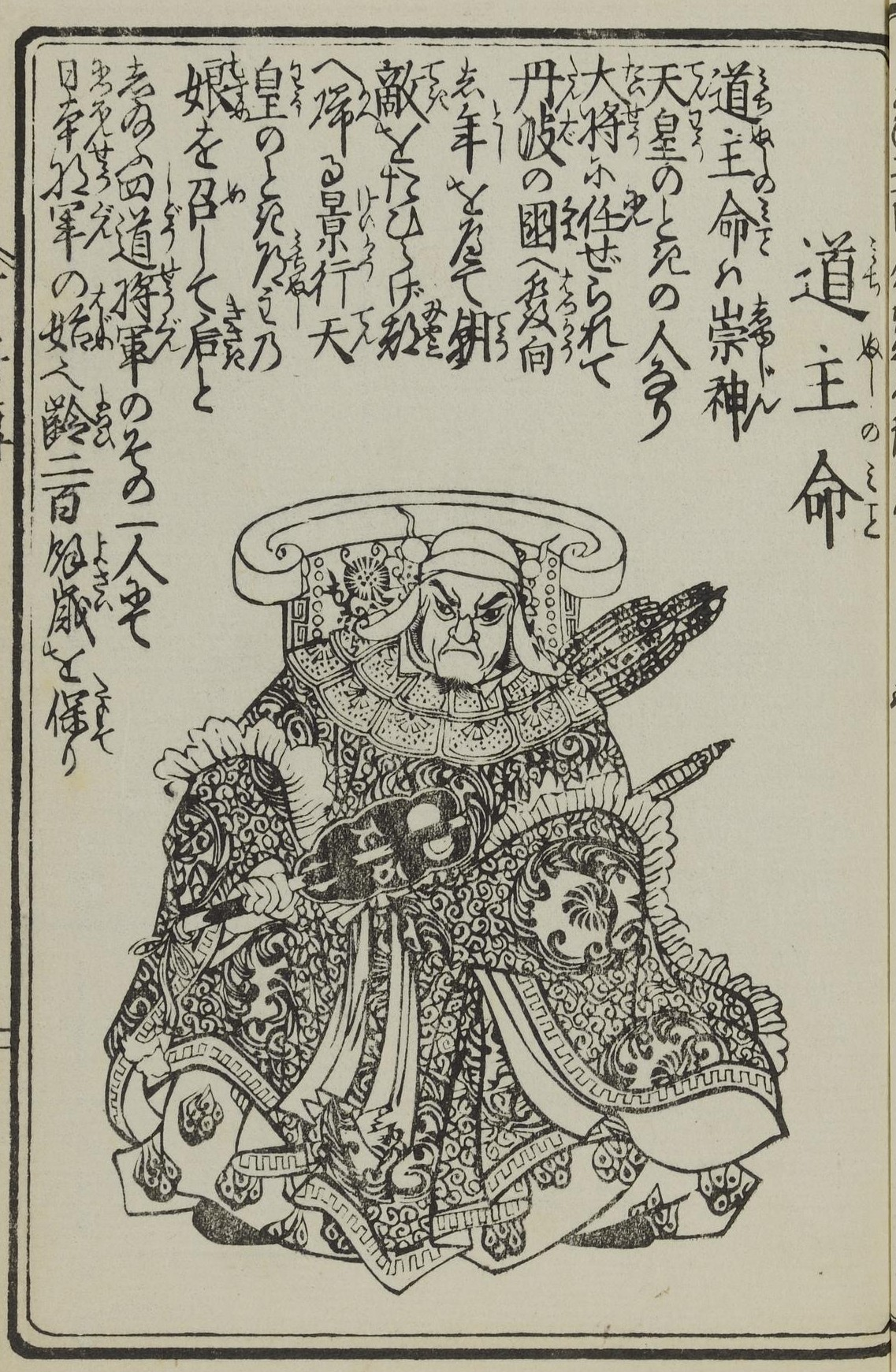
歌川国芳『日本百将伝』に描かれた丹波道主命（想像図）

社伝によれば、丹波道主命が神夢を受けて、山麓の水口に新宮を建てて三宝を祀り、天下泰平を祈念した。この水の流れるところを溝谷の庄という。後に、道主命の子で、神功皇后に使えて新羅の鎮守将軍となった大矢田宿禰が、荒海を乗り越えての帰朝の無事を素戔嗚尊の神徳に願い、帰朝後に改築して新羅大明神として素戔嗚尊を祀った。このため航海の神として崇敬を集め、絵馬堂には間人の漁師が寄進した模型船が残る。
中世には武将の信仰篤く、平清盛の嫡子平重盛が丹後守に任ぜられた際、武運長久祈願のため新羅大明神を信仰し、当社を再興した。天正年間には織田信長が先例に倣って社殿を改築し、新羅大明神の神号を書にして額に鋳造し、奉納したと社は伝えている。この金属製の額面は中央に書かれた新羅大明神の神号の左に信長の花押があり、当社の社宝として保管されている。同様に明智光秀も新羅大明神を信仰し、「神明の加護により願望成就の暁はさらに一基を献納しよう」と一基のみ奉納したという伝承がある石灯籠がある。この石灯籠は、昭和戦前に京都帝国大学の西田博士（当時）の鑑定によれば国宝級との評価を受け、順序として重要美術品指定の手続きを推奨されたため、その通り手続きを行った結果、重要美術品に指定されて国の保護を受ける内定を得ていたと伝えられる。

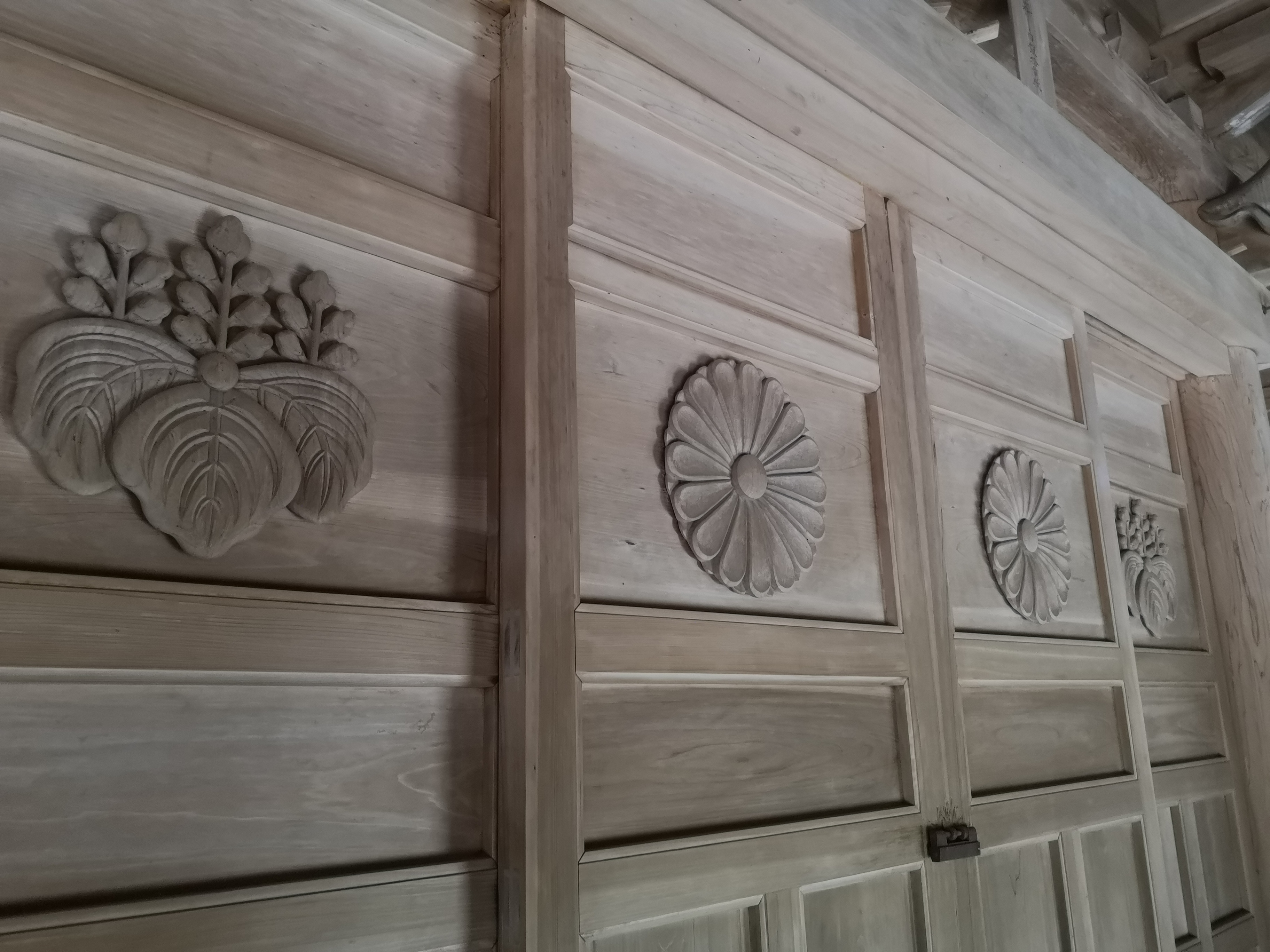
本殿の装飾

また、江戸時代後期には皇室の祈祷にたびたび関わり、文久3年（1863年）3月、勅願を受けて「夷狄退散天下泰平」の御祈祷を執行し、この年の6月に御祈祷御祓1箱と御供1箱を献上して祈祷料として金千二百疋を禁裏御所から下賜された。元治元年（1864年）3月から5月にかけては、神事潔斎して天皇の尊体安全の祈祷を行い、御祓い御神供を局会所を通して献上し、この年から毎年天皇の「御撫物（身代わり）」と「御用札」を預かって祈祷を命ぜられ、祈祷料として白銀3枚を拝受した。式法行事は明治3年まで続いたが、明治4年の太政官布告発布と同時に廃止された。この時に預かったままの「御撫物」「御用札」はそのまま神社に保管し、拝受した白銀ともども社宝とした。
『丹後旧事記』によれば放浪の末に奈具の地にたどり着いた羽衣天女を奈具大明神として祀る。嘉吉3年（1443年）に暴風雨による洪水で奈具村が亡びた後、溝谷神社に遷座して合祀したもので、明治初年頃までは毎年秋の例祭には船木地区の代表者が参拝した。亡村の折、奈具の氏子は溝谷と外村に移住した23戸となり、天保3年（1832年）に船木奈具神社から式内社の号と霊石の返還を求める争議を起こしたが、藩庁の裁きで留め置かれることとなる。その後1873年（明治6年）になって神祇省から通達を受けて合祀した奈具大明神の式内号と霊石を船木奈具神社に移転したが、その後も溝谷神社でも奈具大明神の合祀を維持した。
1871年（明治4年）に村社に列せられ、1907年（明治40年）3月には「神饌幣帛料供進し得べき神社」に指定された。

## 本殿

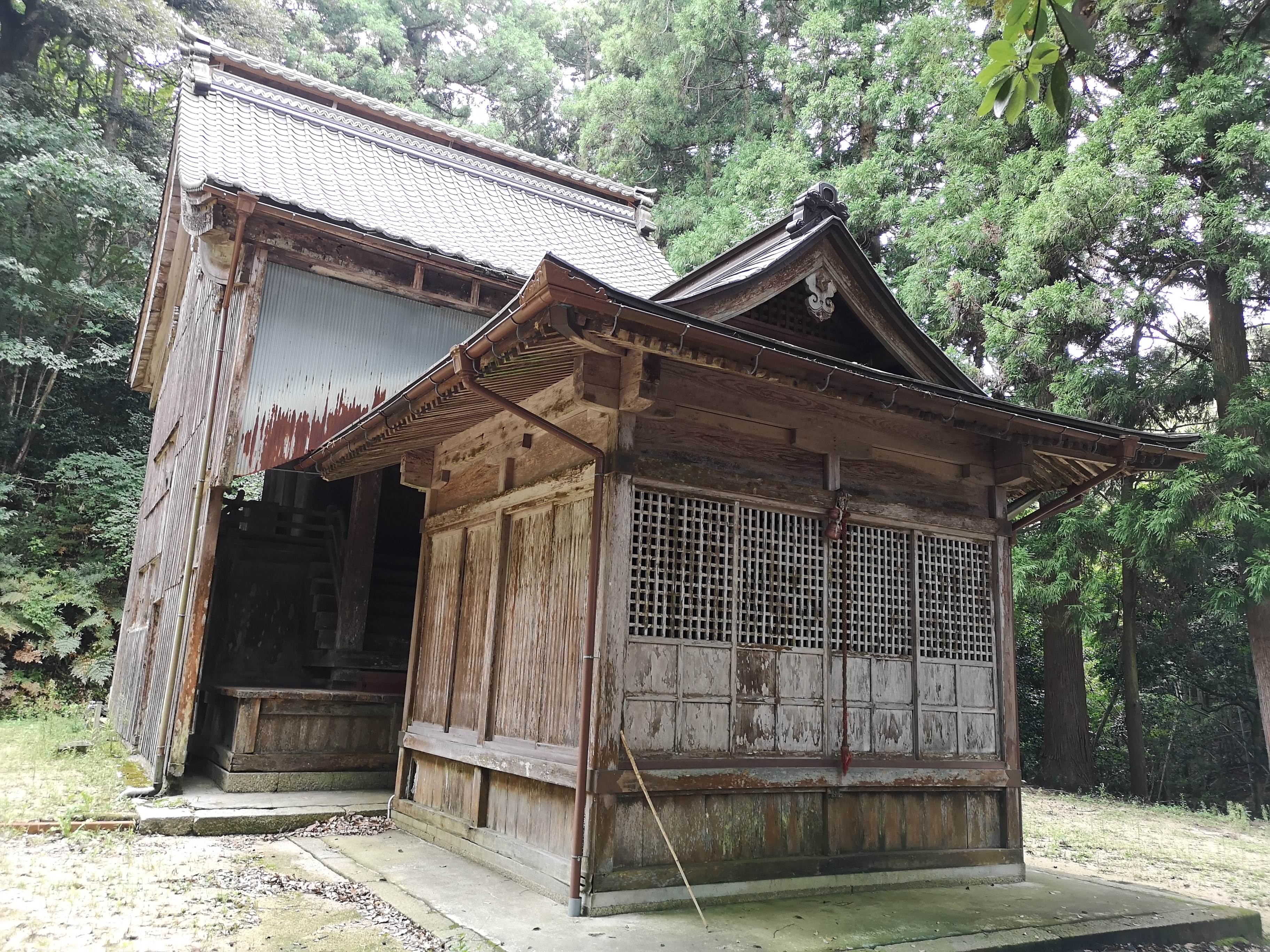
社殿

現存する本殿は、1869年（明治2年）の棟札がある。覆屋の柱や壁が本殿内側に転んでいることや、前方の屋根の方が長いことなどから、流造の本殿がまずあり、後に板壁を設けて覆屋としたと考えられている。
本殿
梁行375センチメートル、桁行410センチメートル。一間社流造で、平入、向拝付。浜床の上に建つ。身舎内部は前後を内外陣に分けて両開きの板戸を設け、内陣内部に小さな社殿を3体納めている。
拝殿
梁行300センチメートル、桁行300センチメートル。神明造で、本殿と一体型となっている。
割間拝殿
梁行454センチメートル、桁行120センチメートル

## 境内
坪数1,538坪の境内に、下記4社の境内社がある。
- 大宇加神社 - 大宇加命、丹波道主命、大宮売命、奥津彦神、奥津姫命、天香山命を祭神とする。
- 柵機神社 - 柵機姫命、火産霊神を祭神とする。
- 市杵島神社 - 市杵島姫命を祭神とする。
- 布津主神社 - 布津主命を祭神とする。

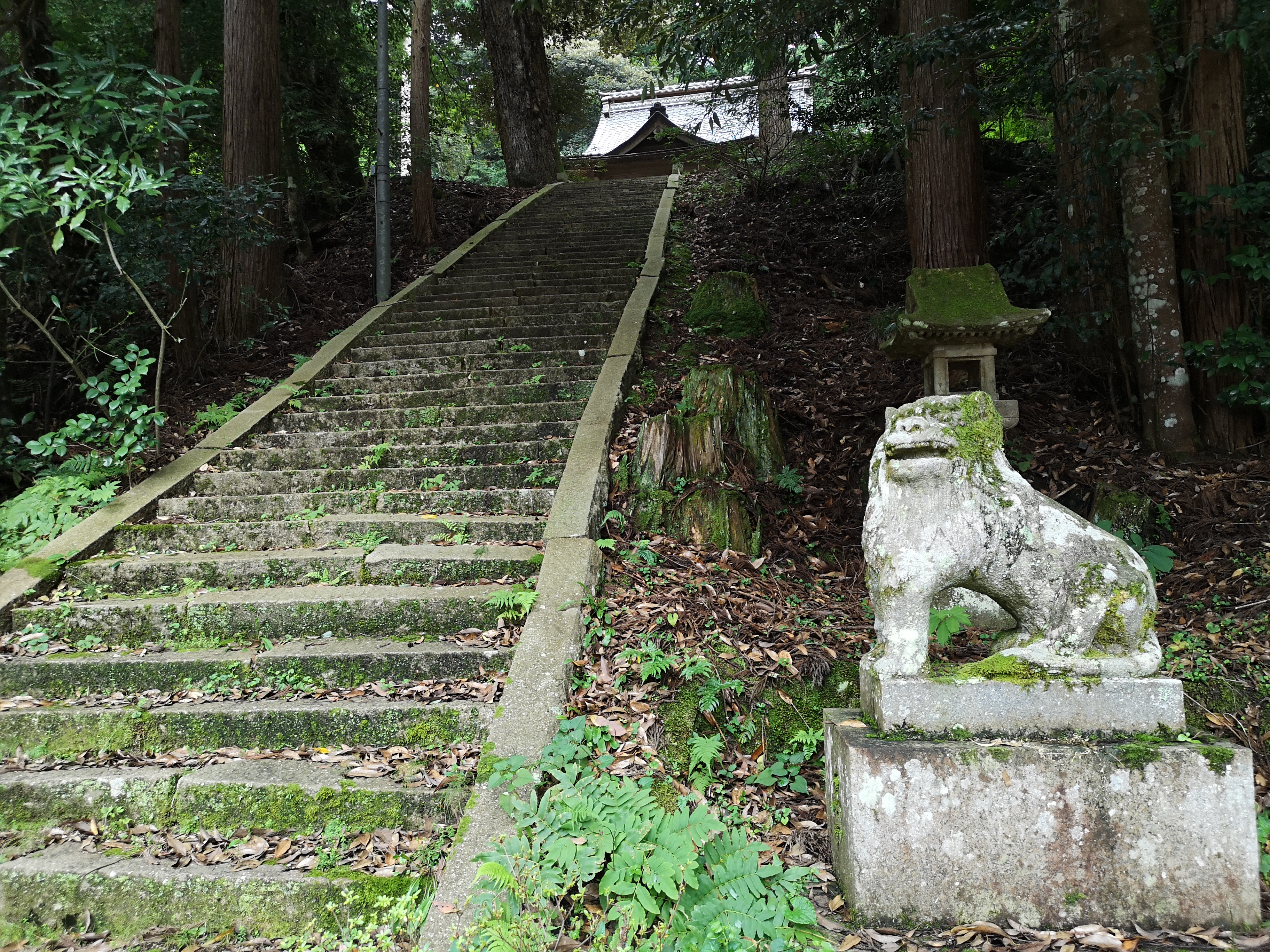
社殿に続く石段
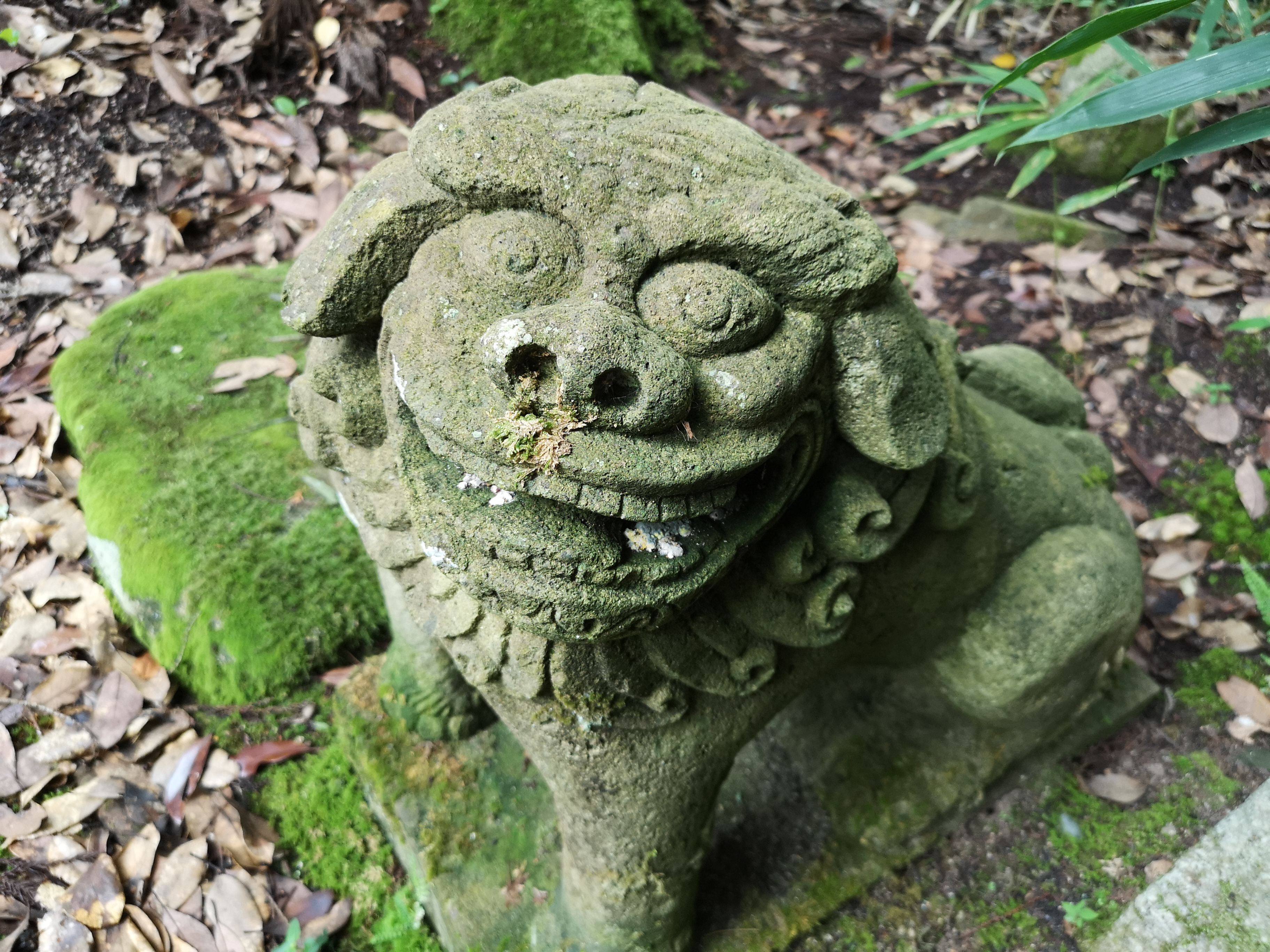
境内社の狛犬
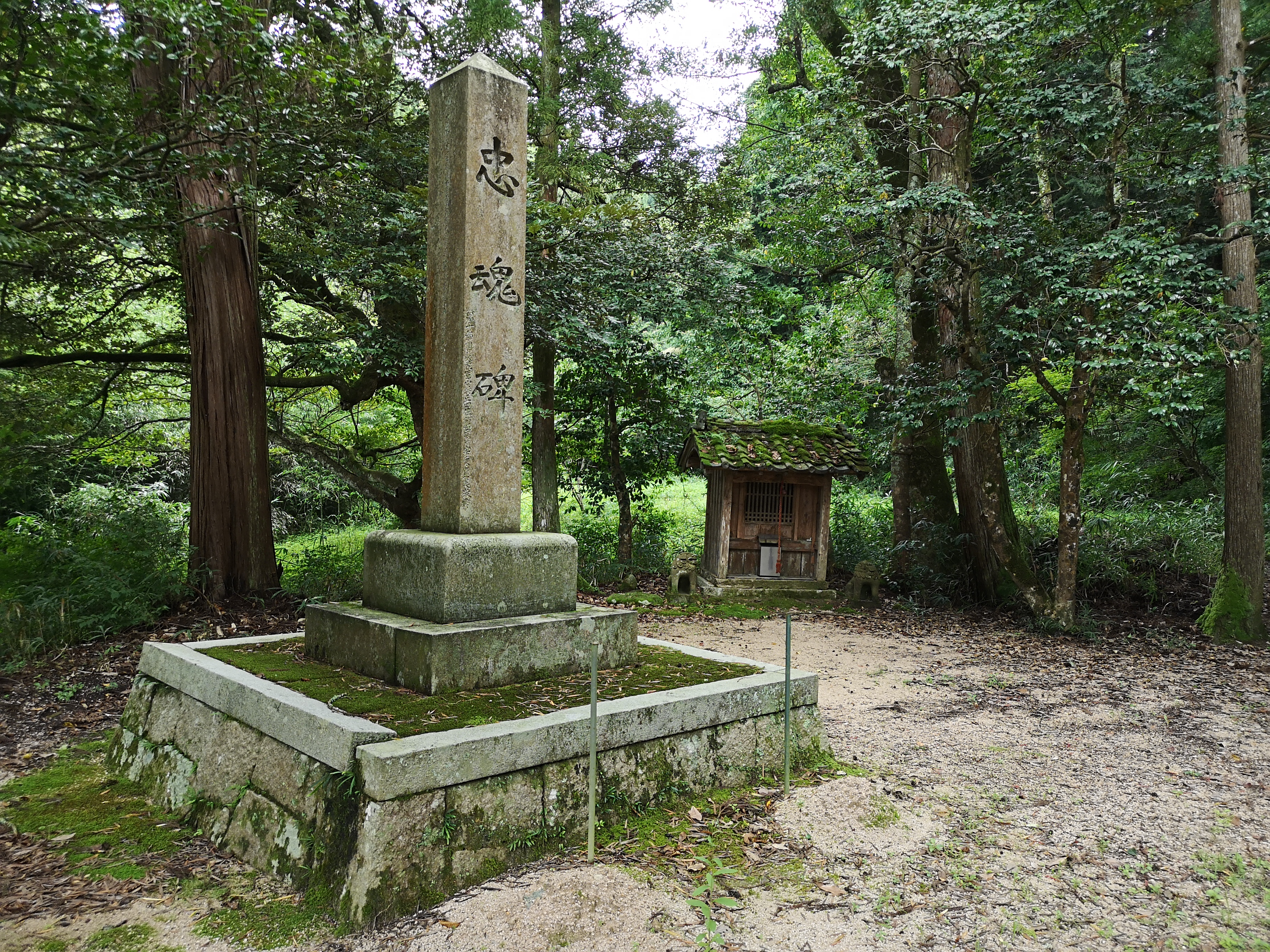
境内の忠魂碑と境内社
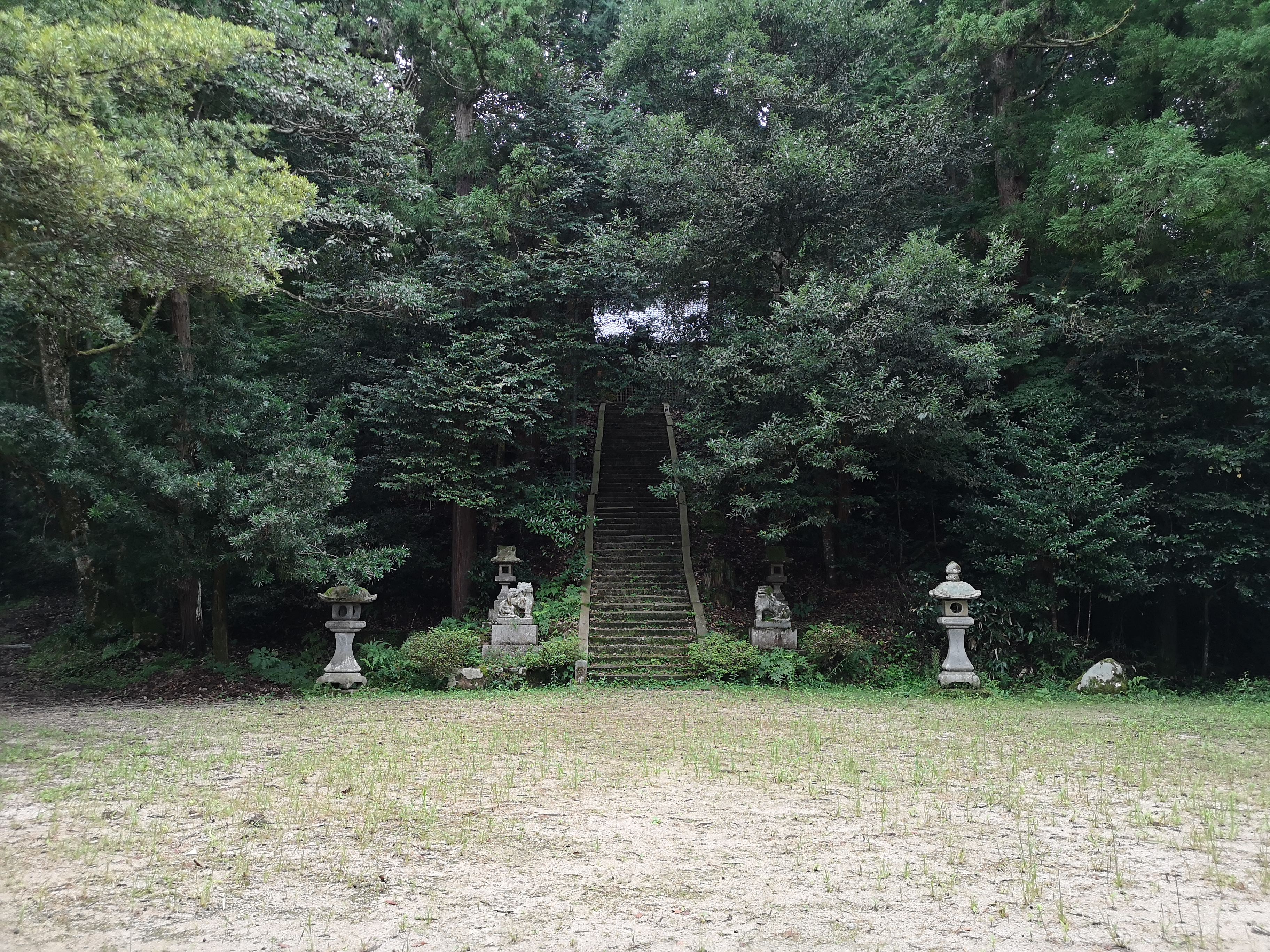
境内

## 文化財
新羅大明神扁額
古来より武士の崇敬も厚く、平重盛や織田信長によって社殿が再建されたと伝わっている。織田信長は当社の信仰とくに篤く、新羅大明神の神号を書し、額に鋳造して奉納された。

### 京都府指定文化財

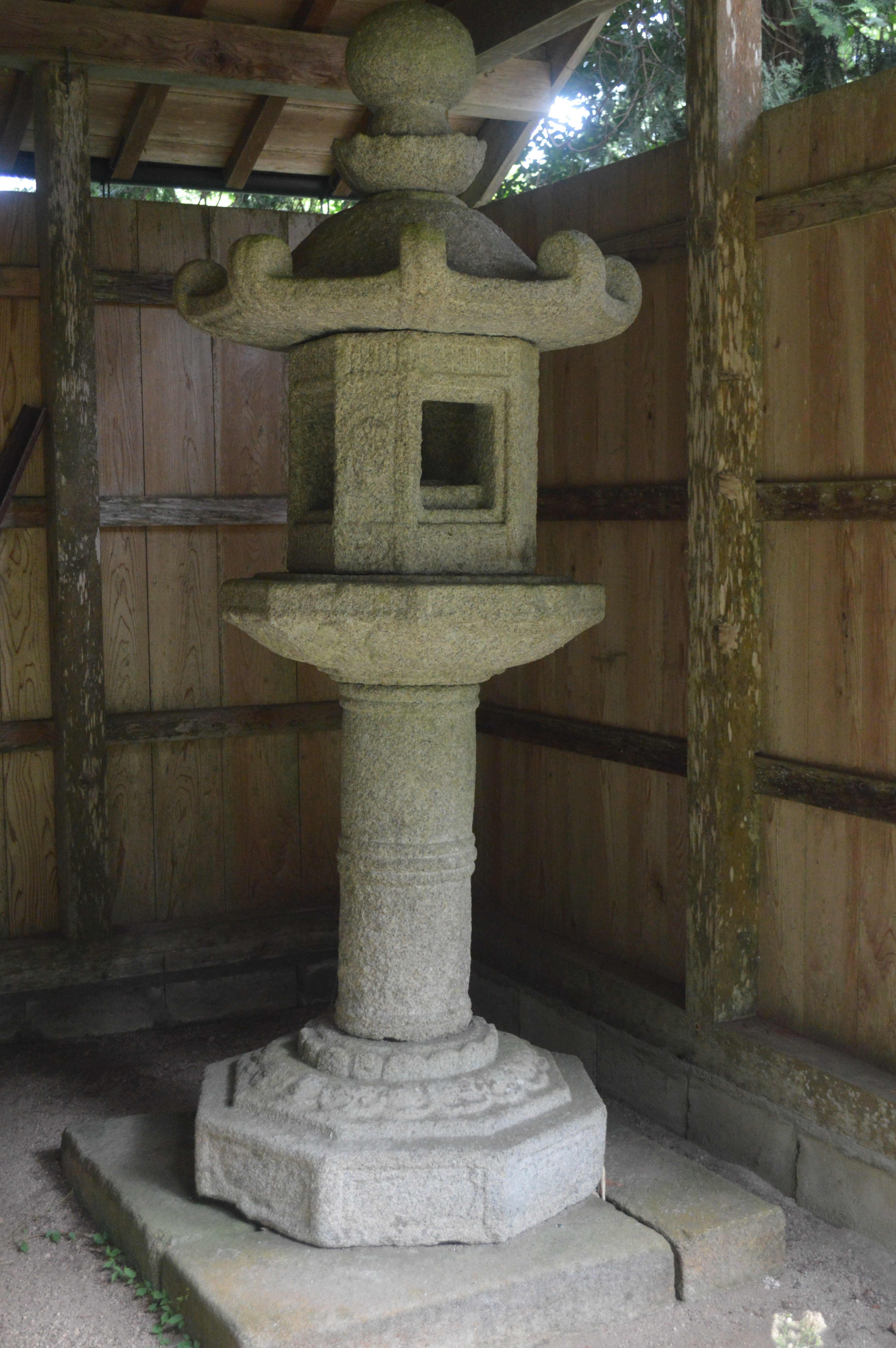
溝谷神社石灯籠
社伝によると明智光秀が奉納したという。花崗岩製の八角燈籠で、宝珠・請花・笠・火袋・中台・竿・基礎を別作し組上げている。宝珠の下に長い頸を付け、笠部の中央を強く盛り上げるなど丹後型燈籠の特色をよく表している。低い蕨手や中台の形式、蓮華文の形式などから、鎌倉時代後半期の製作と考えられる。

### 京丹後市指定文化財
溝谷神社奉納和船模型

## 祭事
例祭日は、京丹後市域のすべての氏神と同様、大正時代半ばから10月10日と固定であったが、2000年（平成12年）以降は毎年10月第2土曜日・日曜日と定められた。
当社の代表的な伝統芸能として、「溝谷太鼓」がある。毎年例祭日には、堤地区、等楽寺地区、和田野地区とともに屋台や太鼓を集合させ、溝谷太鼓の演奏を披露する。

## 現地情報
- 所在地 -  京都府京丹後市弥栄町溝谷46-2
- アクセス - 京都丹後鉄道宮豊線峰山駅から北東に約6km